# Maria Jesús Mier i Albert
Maria Jesús Mier i Albert (1957, Barcelona), és una política catalana, ex-Secretària General d'Ensenyament de la Generalitat de Catalunya.
Llicenciada en dret per la Universitat de Barcelona i màster en direcció pública per ESADE. Des del 1982 és funcionària del Cos General de la Generalitat on ha ocupat diverses responsabilitat d'alt nivell com la Direcció General de Relacions Institucionals (1996 - 1997), la Directora de Serveis del Departament de Benestar Social i Família (1999 - 2003) o la Subdirectora d'Arquitectura i Millora Urbana del Programa de Gestió de la Llei de Barris (2007 - 2010).